# Guy Deutscher
Pour les articles homonymes, voir Deutscher.
Guy Deutscher, né le 19 mars 1936 et mort le 4 mai 2024, est un physicien expérimental israélien spécialisé dans la physique du solide, la physique des basses températures et la supraconductivité. Il était professeur émérite de physique à l'Université de Tel Aviv .

## Biographie

### Enfance et études
Deutscher est né à Berlin, en Allemagne, en 1936. Sa famille a fui les nazis en 1939, peu avant la Seconde Guerre mondiale, et s'est installée (d'abord illégalement) à Paris, en France. En juillet 1942, il est arrêté avec sa mère à la rafle du vélodrome d'hiver. Pourtant, heureusement parce que son père était un prisonnier de guerre français, il a échappé au sort de la plupart des autres détenus qui ont été envoyés à la mort principalement à Auschwitz. Après la guerre, Deutscher obtient son baccalauréat au lycée Henri IV en 1953. En 1956, il réussit le concours d'entrée et est admis à la prestigieuse École nationale supérieure des mines de Paris, dont il obtient en 1959 un Diplôme d'ingénieur Civil des Mines, spécialisation métallurgie. Après trois années de service militaire, il rejoint le groupe de recherche du prix Nobel Pierre-Gilles de Gennes à l'université Paris-Sud (Orsay). Le groupe fut plus tard connu sous le nom de « Groupe d'Orsay sur la supraconductivité ». Il a été surnommé par de Gennes comme les quatre « Mousquetaires », dont Deutscher, E. Guyon, JP Burger et A. Martiner,. La thèse de doctorat de Deutscher portait sur les études expérimentales des effets de proximité dans les supraconducteurs.

### Carrière et recherche
Après avoir passé deux ans en postdoc à l'Université Rutgers (1967-68) dans le groupe de Bernie Serin, il rentre en France. Il a été nommé professeur associé à l'Université de Paris-Orsay (IUT). En 1971, Deutsche a immigré en Israël et a rejoint le département de physique de l'université de Tel Aviv, où il a passé toute sa carrière. Il a développé une nouvelle direction de recherche sur la physique expérimentale à basse température, avec un accent particulier sur les propriétés des supraconducteurs granulaires, des milieux désordonnés, des transitions métal-isolant et supraconducteur-semi-conducteur des films supraconducteurs minces et des jonctions Josephson. Il a apporté des contributions significatives à la compréhension de la dynamique des vortex dans les supraconducteurs et au développement de dispositifs supraconducteurs. De plus, il a travaillé sur des matériaux granulaires et désordonnés en mettant l'accent sur le phénomène de percolation.
Deutscher était un chercheur prolifique, publiant plus de 300 articles scientifiques dans des revues de premier plan. Il a également été un enseignant et un mentor dévoué, supervisant de nombreux étudiants diplômés et boursiers postdoctoraux. Beaucoup de ses étudiants ont occupé des postes importants dans le monde universitaire et industriel en Israël et à l’étranger.

### Recherche sur les matériaux granulaires et désordonnés
Dans les années 1970 et au début des années 1980, le groupe de recherche de Deutscher à l'Université de Tel Aviv s'est concentré sur les matériaux granulaires et désordonnés. Ces travaux consistaient à étudier les propriétés de films minces constitués de mélanges de métaux et d'isolants. Les recherches du groupe dans ce domaine ont été très appréciées et ont conduit à la publication d'un livre intitulé "Percolation, structures et processus" par la Société israélienne de physique.

### Contributions à la supraconductivité à haute température
L'expertise de Deutscher dans les matériaux granulaires et désordonnés s'est avérée inestimable lorsque la supraconductivité à haute température a été découverte à la fin des années 1980. Il a co-écrit l'un des articles les plus cités dans le domaine avec K. Alex Müller, le lauréat du prix Nobel qui a découvert les supraconducteurs cuprates. Cet article explore la relation entre les propriétés uniques de la supraconductivité à haute température et le désordre inhérent à ces matériaux. La perspicacité de Deutscher sur la courte longueur de cohérence des cuprates a conduit à la première explication acceptée du faible courant critique dans les échantillons céramiques et polycristallins de ces matériaux.
Le groupe de Deutscher a également été pionnier dans l'utilisation des réflexions d'Andreev pour étudier les propriétés électroniques des supraconducteurs à haute température. Cette technique a permis de mesurer l’ espace supraconducteur et a donné un aperçu de la nature du pseudogap dans ces matériaux.
Les contributions scientifiques de Guy Deutscher, telles que soulignées dans ses articles phares, couvrent un large éventail de sujets liés à la physique du solide et à la supraconductivité. Ces articles représentent des étapes importantes dans sa carrière de chercheur et ont eu un impact durable sur le domaine.
- Effets de proximité (1969) : ces premiers travaux, co-écrits avec Pierre-Gilles de Gennes, ont exploré l'interaction entre les matériaux supraconducteurs et normaux lorsqu'ils sont en contact étroit. Ce phénomène, connu sous le nom d’effet de proximité, est fondamental pour comprendre le comportement des dispositifs supraconducteurs et continue d’être un domaine de recherche actif.
- Fluctuations in Granular Supraconductors (1973)[9] : Les recherches de Deutscher sur les films granulaires d'aluminium ont révélé l'importance des fluctuations critiques dans les systèmes à grains supraconducteurs faiblement couplés. Ces travaux ont permis de mieux comprendre le comportement de la supraconductivité dans les matériaux désordonnés.
- Description de la percolation des supraconducteurs granulaires (1980) : Cet article [10] a introduit le concept de percolation pour expliquer comment la supraconductivité globale émerge dans les films granulaires. Elle a montré que l'anomalie de chaleur spécifique, caractéristique des supraconducteurs, disparaît en dessous du seuil de percolation, là où les grains supraconducteurs ne sont plus connectés.
- Effets de percolation sur les propriétés de transport (1981)[11] : les travaux de Deutscher sur les films granulaires d'aluminium et d'oxyde d'aluminium ont démontré que la transition métal-isolant, un phénomène fondamental dans la physique de la matière condensée, pouvait être décrite à l'aide de la théorie de la percolation. Cette découverte a eu des implications pour la compréhension du comportement des matériaux désordonnés.
- Effets de localisation faible dans les films métalliques minces (1981) : Cette recherche a fourni l'une des premières démonstrations expérimentales de localisation faible, un phénomène quantique qui affecte la résistance électrique des films métalliques minces à basse température[12]. Ces travaux ont contribué à la compréhension du transport des électrons dans les systèmes désordonnés.
- Caractéristiques de percolation dans les films métalliques minces (1982)[13] : Le groupe de Deutscher a utilisé la théorie de la percolation pour décrire avec précision la transition métal-isolant dans les films métalliques minces lorsqu'ils sont développés sur un substrat. Ce travail impliquait la numérisation et l'analyse des images des films au microscope électronique, fournissant un lien quantitatif entre la microstructure du film et ses propriétés électriques.
- Conséquences d'une longueur de cohérence courte dans les supraconducteurs à haute température (1987)[14] : cet article fondateur traitait des implications de la longueur de cohérence courte, une échelle de longueur caractéristique dans les supraconducteurs, dans les supraconducteurs à haute température récemment découverts. Elle a permis d’expliquer l’état vitreux observé dans ces matériaux, étape clé dans la compréhension de leur comportement non conventionnel.
- Propriétés optiques des films métalliques minces (1989)[15] : à la suite de leurs travaux antérieurs sur la percolation, le groupe de Deutscher a étendu ses recherches aux propriétés optiques des films métalliques minces. Ils ont montré que ces propriétés pouvaient également être décrites à l’aide de la théorie de la percolation, démontrant ainsi la polyvalence de ce cadre théorique.
- Effets hors équilibre dans la croissance des couches minces (1994)[16] : L'expertise de Deutscher dans la croissance des couches minces a conduit à l'étude des phénomènes hors équilibre au cours de la croissance des films en utilisant la microscopie électronique à transmission. Ce travail a fourni des informations précieuses sur la dynamique de la croissance du film et son impact sur les propriétés du film résultant.
- Effets de particules uniques dans les supraconducteurs à haute température (1999)[17] : Dans cet article influent, Deutscher a proposé une nouvelle façon d'interpréter les échelles d'énergie dans les supraconducteurs à haute température. Il a fait la distinction entre le pseudogap, une mesure d'appariement, et le véritable espace supraconducteur, qui marque le début de la cohérence. Cette distinction a été cruciale pour comprendre le comportement complexe de ces matériaux.
- Effet de limite non locale ferromagnétique-supraconducteur (2000)[18] : Deutscher et Feinberg ont théoriquement étudié une géométrie d'interface spécifique entre un ferromagnétique et un supraconducteur. Ils ont prédit un nouvel effet non local entre deux conducteurs ferromagnétiques, ouvrant ainsi un nouveau domaine d'étude en spintronique, qui vise à exploiter les propriétés uniques des supraconducteurs à haute température pour des applications allant au-delà de la supraconductivité traditionnelle.
- Réflexions d'Andreev sur les supraconducteurs à haute température (2005)[19] : le groupe de Deutscher a établi l'utilisation des réflexions d'Andreev, un phénomène dans lequel un électron est réfléchi comme un trou au niveau d'une interface, comme un outil puissant pour étudier les propriétés électroniques des supraconducteurs à haute température. Ces travaux ont révélé la possibilité d'une rupture de symétrie par inversion du temps dans ces matériaux, une découverte ayant des implications significatives pour leurs propriétés fondamentales.

### Honneurs et récompenses
Deutscher a reçu de nombreux honneurs et récompenses pour ses contributions à la science, notamment en étant élu IPS Fellow en 2018 par la Société israélienne de physique "pour son leadership dans la recherche expérimentale et théorique sur la théorie de la supraconductivité et en particulier sur" l' effet de proximité ". ses contributions influentes à la recherche sur la percolation et la localisation en deux dimensions et, pour son leadership dans la construction d' une physique expérimentale de la matière condensée en Israël ". Il était également membre de l' American Physical Society et de l' Institute of Physics (Royaume-Uni) . En reconnaissance de ses réalisations scientifiques, le gouvernement français lui a décerné l' Ordre des Palmes Académiques en 1986 et le grade de Chevalier (chevalier) de la Légion d'honneur en 1999.

### Leadership et service
Deutscher était non seulement un brillant scientifique, mais aussi un leader et un mentor dévoué. Il a été directeur du Centre Gordon d'études énergétiques et du Centre Heinrich Hertz Minerva pour la supraconductivité à haute température, tous deux à l'Université de Tel Aviv . Il a également été membre de nombreux comités internationaux, notamment le comité exécutif de l'accord de mise en œuvre de l' Agence internationale de l'énergie (AIE) sur la supraconductivité à haute température .

### Années ultérieures et héritage
Au cours de ses dernières années, Deutscher a continué à être actif dans la recherche et l'enseignement. Il est l'auteur de plusieurs livres, dont « Nouveaux supraconducteurs : du granulaire au haut Tc » , « La crise de l'entropie » , « Entropie et croissance durable » , « La dette climatique » . Il est décédé le 4 mai 2024, laissant derrière lui une famille bien-aimée et un héritage de réalisations scientifiques et un impact profond sur le domaine de la supraconductivité.